# 烏爾弗耶爾崖
73°53′S 5°17′W / 73.883°S 5.283°W
烏爾弗耶爾崖（英語：Urfjell Cliffs）是南極洲的懸崖，位於毛德皇后地的阿斯特里德公主海岸，長18公里，處於基爾萬海崖，由挪威製圖師根據探險隊拍攝的測量和空中照片繪入地圖，現時由南極條約體系管理。